# شيقيات (ديدان)
الشَّيقيات هي فصيلة من شعبة الديدان الشعرية. أشهر أجناسها الشيقة.